# Eric Willett
Eric Willett (ur. 2 stycznia 1988 w Breckenridge) – amerykański snowboardzista specjalizujący się w konkurencjach slopestyle i Big Air. W 2013 roku wystartował na mistrzostwach świata w Stoneham, gdzie zajął 22. lokatę w Big Air. Najlepsze wyniki w Pucharze Świata osiągnął w sezonie 2014/2015, kiedy to zajął szóste miejsce w klasyfikacji generalnej AFU, a w klasyfikacji slopestyle'u zajął trzecie miejsce (ex aequo z Lucienem Kochem i Michaelem Ciccarellim). Nie startował na igrzyskach olimpijskich. Poza trofeami w PŚ w swej kolekcji medalowej posiada trzy krążki Winter X Games Europe, w tym jeden złoty z 2010 roku.

## Osiągnięcia

### Mistrzostwa świata
| Miejsce | Dzień       | Rok  | Miejscowość | Konkurencja | Zwycięzca     |
| ------- | ----------- | ---- | ----------- | ----------- | ------------- |
| 58.     | 18 stycznia | 2013 | Stoneham    | Slopestyle  | Roope Tonteri |
| 22.     | 19 stycznia | 2013 | Stoneham    | Big Air     | Roope Tonteri |

### Puchar Świata

#### Miejsca w klasyfikacji generalnej
- - AFU[2]
- sezon 2012/2013: 64.
- sezon 2014/2015: 6.
- sezon 2015/2016: 21.
- sezon 2016/2017: 51.

#### Miejsca na podium w zawodach
1. Park City – 27 lutego 2015 (slopestyle) - 1. miejsce
2. Mammoth Mountain – 21 stycznia 2016 (slopestyle) - 2. miejsce